# Улица Дементьева (Казань)
Улица Дементьева (тат. Дементьев урамы) — магистральная улица в микрорайоне Караваево, Авиастроительном (бывшем Ленинском) районе Казани.
Проходит с юго-запада на северо-восток переходом от улицы Михаила Миля до улицы Циолковского. Пересекается с улицами Михаила Миля, Тэцевской, Олега Кошевого, Ижевской, Максимова, Академика Павлова и Циолковского. У пересечения с улицами Кошевого и Ижевской проходит через площадь Моторостроителей.
Между домами № 3 и № 5 улица Дементьева имеет ответвление-«рукав» до улицы Годовикова.

## История
Улица названа в честь Петра Васильевича Дементьева (1907—1977) — советского государственного деятеля, министра авиационной промышленности СССР, генерал-полковник-инженера, дважды Героя Социалистического Труда.
Формирование улицы в большей степени было обусловлено развитием машиностроительных предприятий в данном районе, к которым необходимы автомобильные подъездные пути.
На плане Казани с показанием строительства за 1946 год уже виден «треугольник» пересечений нынешних улиц Тэцевской, Копылова (ранее — Сталинградской, затем — Ленинградской) и Дементьева, но самой улицы Дементьева пока в виде чёткой линии не обозначено.
В генеральном плане 1969 года — это уже полноценная улица. На туристической схеме Казани 1977 года значится как ул. Кадышевская.
До строительства улицы Михаила Миля улица Дементьева начиналась с пересечения с улицей Копылова.
После реконструкции в 2009 году данное пересечение аннулировали, но появился переход с улицы Михаила Миля.

## Современное состояние
Общая протяжённость улицы составляет 2940 метров.
На улице Дементьева находятся дома с номерами: 1, 1 А, 1 А к. 1, 1 В к. 2, 1 Ж, 1 к. 1, 1 к. 2, 1 к. 3, 1 к. 5, 1 к. 6, 1 к. 8, 2, 2 А, 2 А к. 3, 2 Б, 2 Б к. 1, 2 Б к. 2, 2 Б к. 3, 2 Б к. 4, 2 Б к. 5, 2 Б к. 7, 2 В, 2 В к. 1, 2 В к. 2, 2 Г, 2 к. 1, 2 к. 2, 3, 3 А, 5, 5 А, 5 Б, 7, 7 А, 7 Б, 9, 16, 16 к. 1, 16 к. 2, 18, 18 к. 1, 20 А, 20 А к. 1, 22, 26, 26 А, 27, 28, 28 А, 29 А, 29 А к. 1, 31, 31 А, 33, 33 А, 33 б, 35, 37, 39, 45, 70 А, 70 В, 72, 72 к. 1, 72 к. 3, 72 к. 4, 72 к. 5 и 74.
В 2013 году с вводом в эксплуатацию нового участка проезжей части на улице Максимова, на участке между улицами Максимова и Олега Кошевого изменился порядок движения, став там односторонним.

### Транспорт
Автобус: 33, 52, 53, 76, 78, 92
Троллейбус: 13
Остановки: Дементьева, ФК Рубин, Налоговая, КМПО.
Трамвай: 1, 6
Остановки: Максимова, Караваево.

## Объекты
Между улицами Дементьева, Копылова и Олега Кошевого находится парк «Крылья Советов», основанный в 1939 году. Вдоль улицы проходит его восточная граница.

### «Вкусно и точка»
Между проезжей частью улицы Дементьева и улицей Копылова находится:
- Ресторан быстрого питания «Вкусно и точка» (ул. Дементьева, д. 1 В).[7]

### «Казанский Гипронииавиапром»
По адресу: ул. Дементьева, д. 1 к. 1, располагается:
- Акционерное общество «Казанский Гипронииавиапром»[8] (здание построено в 1971 году)[9].

### Образовательные учреждения
По адресу: ул. Дементьева, д. 2 а, располагается:
- 6-е здание Казанского национального исследовательского технического университета им. А. Н. Туполева — КАИ (Казанский учебно-исследовательский и методический центр для людей с ограниченными возможностями здоровья /по слуху/).[10]

Между проезжей частью улицы Дементьева и Ижевской ул. находятся:
- МБОУ «Лицей № 145» Авиастроительного района г. Казани (ул. Дементьева, д. 16), созданное в 1991 году;[11]

- «Академия социального образования» (гуманитарно-экономический факультет, факультет среднего профессионального образования, аспирантура)(ул. Дементьева, д. 26 а).[12][13][14]

По адресу: ул. Дементьева, д. 39, располагается:
- ГБОУ НПО «Профессиональный лицей № 123» (до 1994 года — ПТУ № 123).[15]

### Специальное управление ФПС № 35 МЧС России
Между проезжей частью улиц Дементьева, Максимова и Ижевской ул. находится:
- ФГКУ «Специальное управление Федеральной противопожарной службы № 35 МЧС России» (ул. Дементьева, д. 20 А);[16]

### Торговый комплекс «Караваево»
Между проезжей частью улица Дементьева и Ижевской ул. находится:
- Торговый комплекс «Караваево» (ул. Дементьева, д. 72),[17] выстроенный на месте существовавшего здесь в 1990-е годы «стихийного» рынка.

На улице Дементьева также располагаются:
- Казанский таможенный пост
- Казанское моторостроительное производственное объединение, ОАО
- КНИАТ, Казанский научно-исследовательский институт авиационной технологии
- Комиссия по делам несовершеннолетних и защите их прав (Администрация Авиастроительного района)
- Общественный пункт охраны порядка (ОПОП), Авиастроительный район
- Отдел жилищной политики (Администрация Авиастроительного района)
- Отдел ЖКХ, внешнего благоустройства и строительства (Администрация Авиастроительного района)
- Отдел здравоохранения (Администрация Авиастроительного района)
- Отдел культуры (Администрация Авиастроительного района)